# 松之濱站
松之濱站（日语：／ Matsunohama eki */?）是南海電氣鐵道（南海電鐵）的鐵路車站，位於大阪府泉大津市。

## 歷史
- 1914年（大正3年）12月10日 - 此站啟用。
- 1944年（昭和19年）6月1日 - 車站因公司合併成為近畿日本鐵道之車站。
- 1947年（昭和22年）6月1日 - 車站因業權轉讓重新成為南海電氣鐵道之車站。
- 1960年（昭和35年）12月15日 - 車站改稱松之濱站。
- 2008年（平成20年）6月7日 - 車站上行線高架化。
- 2012年（平成24年）8月7日 - 車站下行線高架化。
- 2013年（平成25年）4月1日 - 車站實行無人管理。

## 車站構造
2面2線的高架車站。月台為對向式，閘口位於1樓。無人站，窗口均被鎖上。上行線高架化後，一度為側式月台2面2線（與大阪市高速電氣軌道御堂筋線難波站相同構造）。設有廁所。

### 月台配置
| 月台 | 路線   | 方向 | 目的地                              |
| ---- | ------ | ---- | ----------------------------------- |
| 1    | 南海線 | 下行 | 和歌山市方向 （機場線）關西機場方向 |
| 2    | 南海線 | 上行 | 難波方向                            |

## 相鄰車站
南海電氣鐵道
南海本線
■特急南方、■急行、■機場急行、■區間急行
通過
■準急（只限往難波運行）、■普通
北助松（NK18）－松之濱（NK19）－泉大津（NK20）

## 外部連結
- 松之濱 - 南海電氣鐵道